# Lithobius fagniezi
Lithobius fagniezi är en mångfotingart som beskrevs av Ribaut in Jeannel 1926. Lithobius fagniezi ingår i släktet Lithobius och familjen stenkrypare. Inga underarter finns listade i Catalogue of Life.